# Varkey Vithayathil

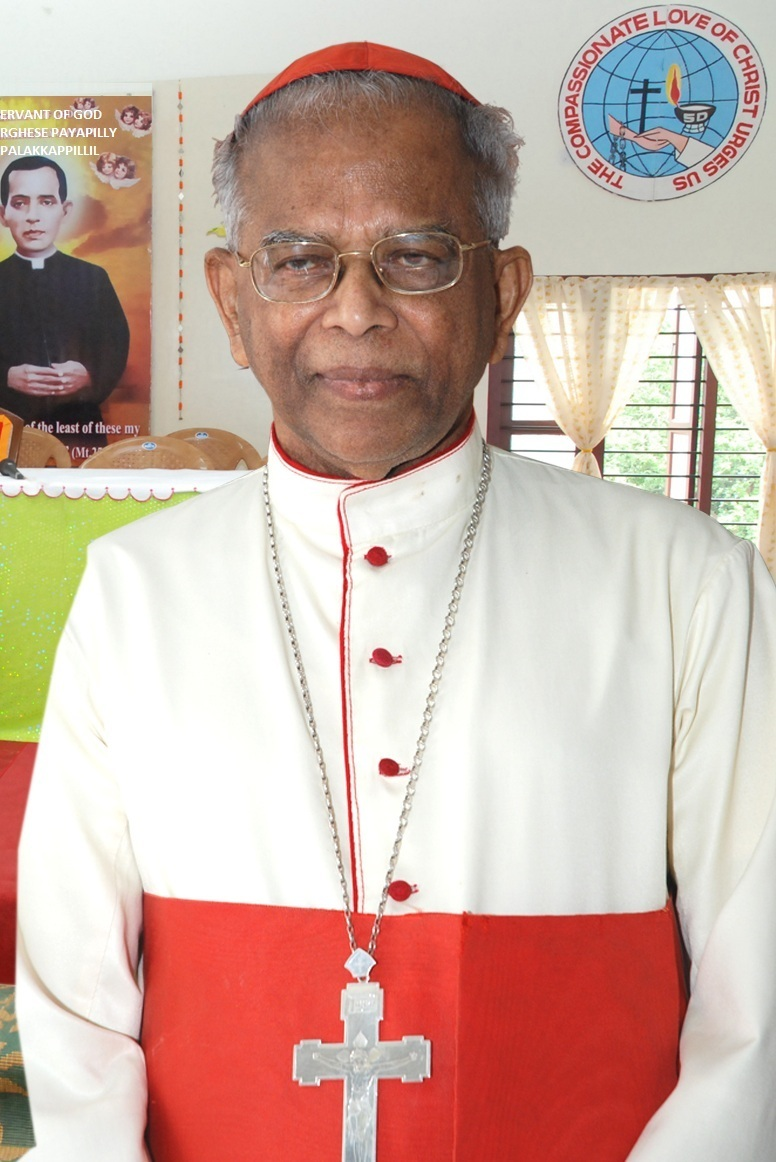
Varkey Kardinal Vithayathil (2009)

Kardinalswappen

Varkey Kardinal Vithayathil CSsR (Malayalam മാർ വർക്കി വിതയത്തിൽ Mār Varkki Vitayattil; * 29. Mai 1927 in Parur; † 1. April 2011 in Ernakulam) war indischer Großerzbischof von Ernakulam-Angamaly für die Gläubigen des syro-malabarischen Ritus und Kardinal der Römischen Kirche.

## Leben
Varkey Vithayathil besuchte Schulen in North Paravur und Thiruvananthapuram. Er studierte Philosophie am University College Thiruvananthapuram und Katholische Theologie am St. Joseph College, Trichy. Nach seiner Priesterweihe 1954 absolvierte er an der Päpstlichen Universität Heiliger Thomas von Aquin in Rom ein Promotionsstudium in Kanonischem Recht, das er mit der Arbeit “The Origin and Progress of the Syro-Malabar Hierarchy” (deutsch: „Ursprung und Entwicklung der syro-malabarischen Hierarchie“) abschloss. 1972 absolvierte er einen Master in Philosophie an der Karnatak University. Von 1959 bis 1984 wirkte er als Dozent für Kanonisches Recht am Seminar der Redemptoristen in Bangalore. Er lehrte auch weitere Fächer in anderen Seminaren in Bangalore.
In den Jahren 1978 bis 1984 leitete er als Provinzial den Redemptoristenorden in Indien und Sri Lanka. 1984 bis 1985 war er Präsident der Konferenz der Kirchen in Indien. Von 1990 an war er sechs Jahre lang Apostolischer Administrator der Benediktinerabtei Asirvinam in Bangalore.
Am 11. November 1996 ernannte Papst Johannes Paul II. Varkey Vithayathil zum Titularerzbischof von Achrida und 1997 zum Titularerzbischof von Antinoë. Die Bischofsweihe spendete ihm am 6. Januar 1997 Papst Johannes Paul II. selbst; Mitkonsekratoren waren Giovanni Battista Re, Substitut des Staatssekretariates des Heiligen Stuhls, und Miroslav Stefan Marusyn, Sekretär der Kongregation für die orientalischen Kirchen. Varkey Vithayathil betreute zunächst als Administrator den vakanten Bischofssitz von Ernakulam-Angamaly des syro-malabarischen Ritus, ehe er dort im Jahre 1999 als Erzbischof eingesetzt wurde. Varkey Vithayathil war Präsident der Bischofssynode der syro-malabarischen Kirche.
Am 16. Februar wurde er Mitglied des Päpstlichen Rats für die Gesetzestexte und am 21. desselben Monats wurde Varkey Vithayathil von Papst Johannes Paul II. als Kardinalpriester mit der Titelkirche San Bernardo alle Terme in das Kardinalskollegium aufgenommen. Er war Mitglied der Kongregation für die orientalischen Kirchen seit 2001 und des Päpstlichen Rats zur Förderung der Einheit der Christen seit 2002. Kardinal Vithayathil war wahlberechtigter Teilnehmer am Konklave 2005, das Papst Benedikt XVI. wählte. Im Februar 2008 wurde er zum Präsidenten der Katholischen Bischofskonferenz von Indien gewählt.
Varkey Vithayathil starb am 1. April 2011 an einem Herzversagen und wurde in der St. Mary’s Cathedral von Ernakulam beigesetzt.